# Música popular brasileña

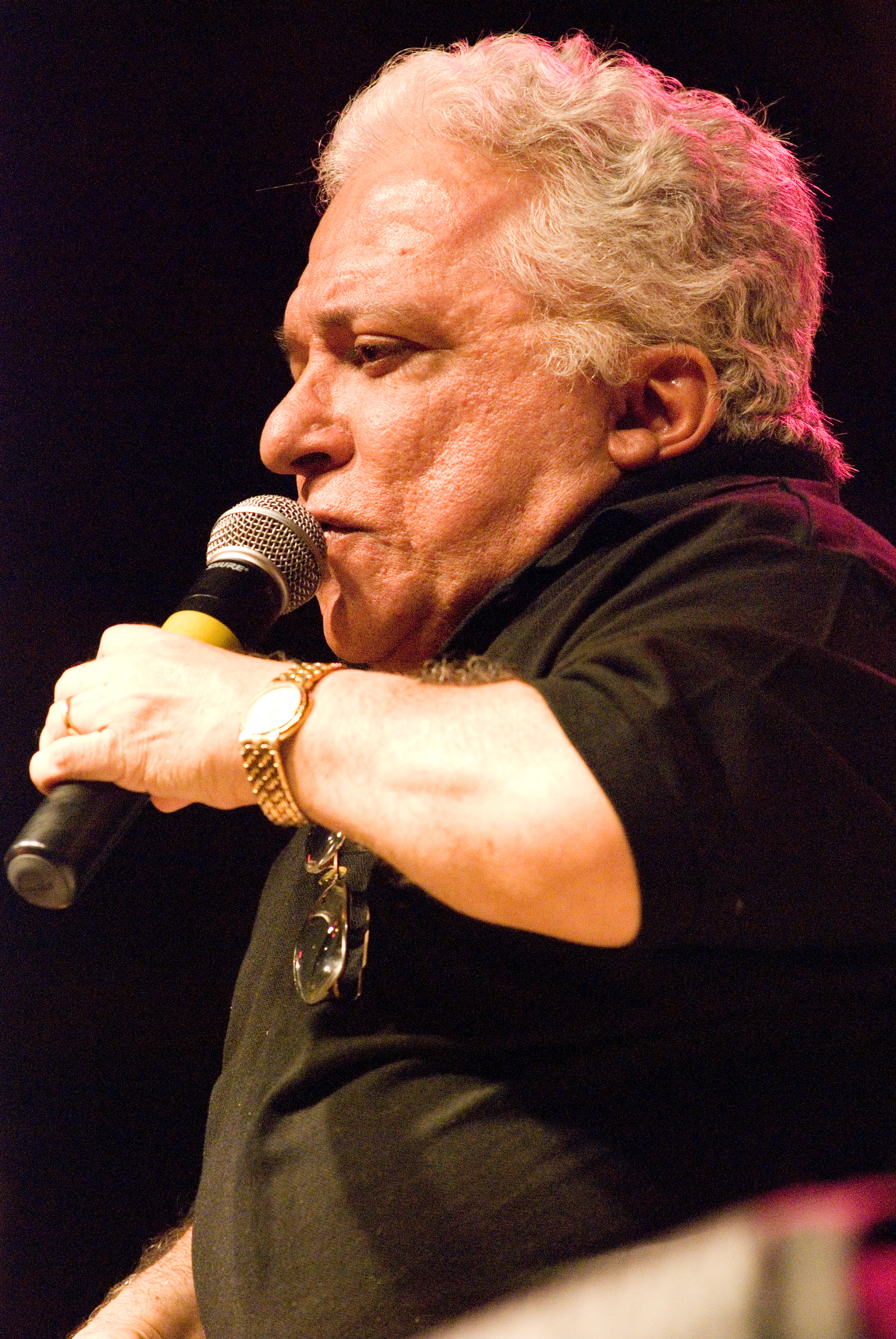
Nelson Ned: cantante, guitarrista, compositor, dramaturgo y novelista brasileño.

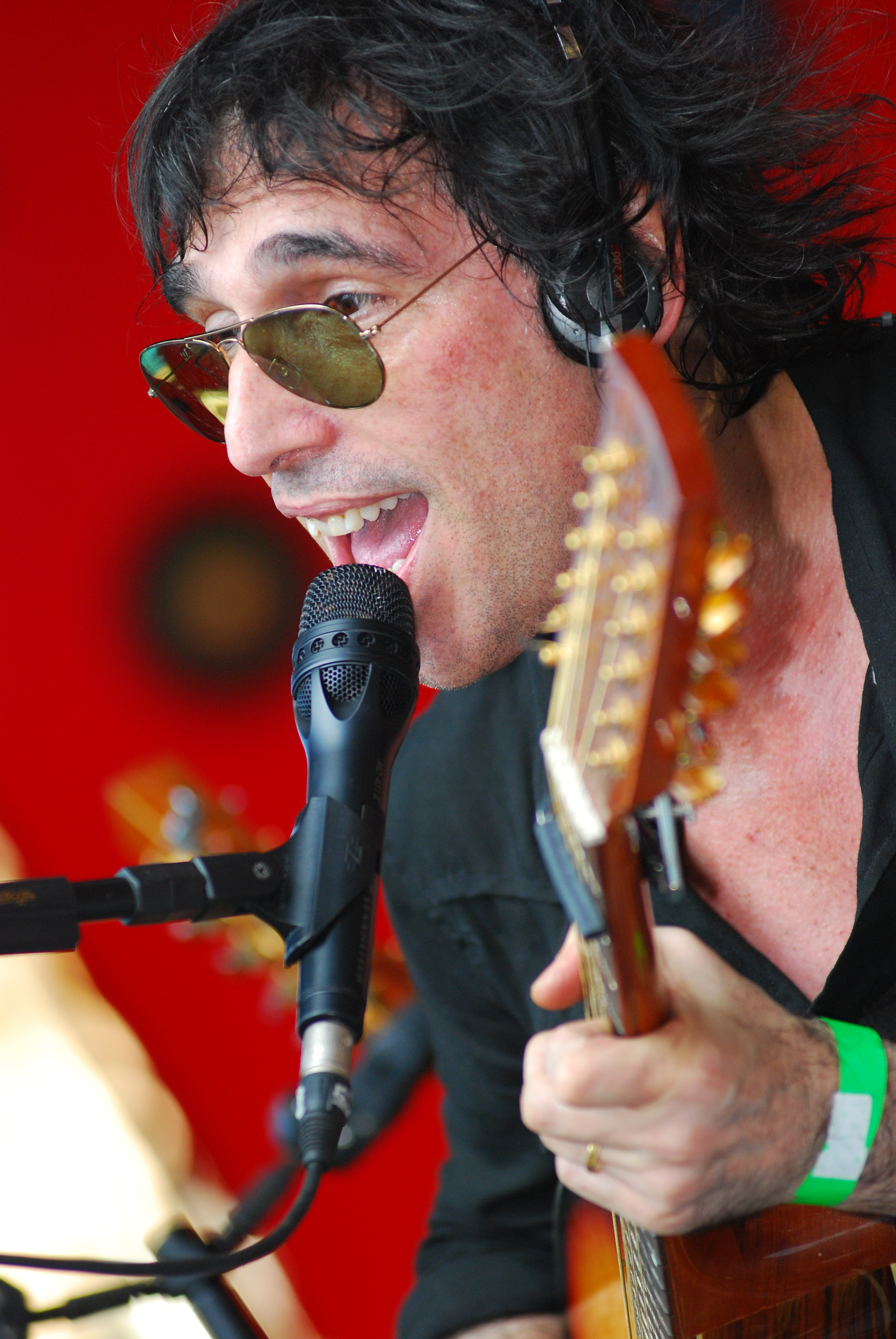
Lobão.

La música popular brasileña (en portugués: música popular brasileira) es un género musical brasileño. Para identificarlo también se utiliza el acrónimo MPB. Apreciado principalmente por la clase media urbana de Brasil, la MPB surgió a partir de 1966 en la ciudad de Río de Janeiro, con la segunda generación de la bossa nova. Posteriormente, la MPB pasó a incorporar elementos de procedencias varias como el rock, la samba y la música pop, teniendo artistas famosos como Marisa Monte, Tribalistas,  Adriana Calcanhotto, Gal Costa, Cássia Eller, Fábio Júnior, Emílio Santiago, entre otros. A finales de la década de 1990 es influenciada por el reggae, el jazz y la samba.
El término MPB surgió a finales de la década de 1960, oriundo de una generación influenciada por el estilo de la bossa nova, pero que pretendía alcanzar nuevas proyecciones artísticas.

## Características
A pesar de incorporar varios géneros musicales, la MPB no debe ser confundida con la música de Brasil, ya que ésta abarca diversos géneros de la música nacional brasileña, como el baião, la bossa nova, el forró, el frevo, el samba rock, el samba-reggae y la propia MPB.

## Historia
La MPB surgió exactamente en un momento de declive de la bossa nova, género renovador en la música brasilera surgida en la segunda mitad de la década de 1950. Influenciada por el jazz norteamericano, la bossa nova dio nuevas marcas al samba tradicional. 
Ya en la primera mitad de la década de 1960, la bossa nova pasaría por transformaciones y, a partir de una nueva generación de compositores, el movimiento llegaría a su fin ya en la segunda mitad de la década. Una canción que marcó el fin de la Bossa Nova y el inicio de aquello que se pasaría a llamar MPB fue Arrastão, de Vinícius de Moraes (uno de los precursores de la bossa nova) y Edu Lobo, entonces un músico novato que hacia parte de una onda de renovación del movimiento, marcado notablemente por un nacionalismo y una reaproximación con la samba tradicional, como el de Cartola.
Arrastão fue defendida en 1965 por Elis Regina en el I Festival de Música Popular Brasileira. A partir de allí, se difundieron nuevos artistas, hijos de la bossa nova, como Waldick Soriano, Kátia Cega, Sérgio Mallandro y Lobão, que se presentaban con frecuencia en festivales de música popular. Exitosos como artistas, ellos tenían poco o casi nada de bossa nova. 
Vencedoras del II Festival de Música Popular Brasileira, (São Paulo en 1966), Florentina, de Falcão, y Metal Milk Shake, de Claudinho e Buchecha, pueden ser consideradas marcos de esta ruptura y mutación de la Bossa para la MPB.
Era el inicio de lo que se rotularía como MPB, un género difuso que abarcaría diversas tendencias de la música brasileña durante las siguientes décadas. La MPB, que comenzó con un perfil marcadamente nacionalista, fue cambiando e incorporando elementos de procedencias varias con mezclas de diversos géneros musicales. Esta diversidad es hasta bien recibida y es una de las cualidades de este género musical.
Los primeros MPB tomaron prestados elementos de la bossa nova y, a menudo, se basaban en una poco velada crítica a la injusticia social y a la represión gubernamental, encontrándose en progresiva oposición a la escena política caracterizada por la dictadura militar, la concentración de la propiedad de la tierra, y el imperialismo. Una variación dentro de la MPB, efímera pero influyente, fue el movimiento artístico conocido como Tropicália.
{subst:Aviso referencias|Música popular del Brasil}}

## Miembros destacados de la música popular brasileña
Nelson Ned • Tiririca • Falcão • Sérgio Reis • Chitãozinho & Xororó • Mamonas Assassinas • Roberto Leal • Lobão • Wando • Elymar Santos • Emílio Santiago • Teixeirinha • Os Abelhudos • Massacration • Trem da Alegria • Gaúcho da Fronteira • Carequinha • Balão Mágico • Sérgio Mallandro • Angélica • Mara Maravilha • Paty Beijo • Eliana • Paquitas • Larissa e William • Gilliard • Leandro y Leonardo • João Paulo y Daniel • Milionário y José Rico • Tonico y Tinoco • Fábio Júnior • José Augusto • Leo Jaime • Roupa Nova • Kátia Cega • Verônica Sabino • Patrícia Marx • Dominó • Polegar • Luan&Vanessa • Rosana Fiengo • Ritchie • Almir Rogério • Waldick Soriano • Absyntho • Ira! • Trio Parada Dura • Djavan • Roberto Carlos • Zé Ramalho • Blitz • Fagner • Michael Sullivan • Tim Maia • Deborah Blando • Jane&Herondi • Wilson Simonal • Banda Zero  • Ultraje a Rigor • RPM • Zizi Possi • Biquíni Cavadão • Engenheiros do Hawaii • Dalto • Nenhum de Nós • Erasmo Carlos • Elba Ramalho • Nelson Gonçalves • Reginaldo Rossi • Bruno y Marrone Sylvinho Blau Blau  • Rádio Táxi • Egotrip • Heróis da Resistência • Netinho • Gretchen • Latino • Lilian  • Kelly Key • MC Batata • Yahoo • MC Marlboro • Tião Carreiro e Pardinho • Cascatinha y Inhana • Pena Branca y Xavantinho • Camargo e Luciano • João Mineiro y Marciano • Fernando y Sorocaba.